# Eduard Möstl
Eduard Möstl (16. prosince 1920 – 13. července 1994) byl český fotbalista, záložník.

## Fotbalová kariéra
V československé lize hrál za SK Kladno. Nastoupil ve 126 ligových utkáních a dal 23 gólů. Celkem za SK Kladno nastoupil ve 409 utkáních (včetně neligových) a dal 88 gólů

## Ligová bilance
| Ročník                                     | Zápasy | Góly | Klub         |
| ------------------------------------------ | ------ | ---- | ------------ |
| Národní liga 1942/43                       | -      | -    | SK Kladno    |
| Národní liga 1943/44                       | -      | 10   | SK Kladno    |
| Státní liga 1945/46                        | -      | -    | SK Kladno    |
| Státní liga 1946/47                        | -      | -    | SK Kladno    |
| Státní liga 1948                           | -      | -    | SK Kladno    |
| Celostátní československé mistrovství 1949 | -      | -    | SONP Kladno  |
| Mistrovství československé republiky 1952  | -      | -    | SONP Kladno  |
| Přebor československé republiky 1953       | -      | -    | Baník Kladno |
| CELKEM                                     | 126    | 23   |              |